# Гротерт, Кевин
Кевин Гротерт (англ. Kevin Greutert; род. 31 марта 1965 года) — американский кинорежиссёр и писатель, наиболее известный своими работами над cерией фильмов «Пила», а также сверхъестественными ужасами, сосредоточенными на персонажах.

## Биография
Гройтерт был монтажёром фильмов «Незнакомцы» (2008), «Комната 6» (2006) и «Путешествие до конца ночи» (2006), первых пяти фильмов серии «Пила», а также для «Пила 8». Его рёжиссерским дебютом стал фильм «Пила 6», который был выпущен 23 октября 2009 года.
Гротерт был назначен режиссёром фильма «Паранормальное явление 2», но был вынужден покинуть проект и переключиться на «Пилу 3D» после того, как Twisted Pictures (продюсерская компания, работающая над фильмами «Пила») воспользовалась «договорной оговоркой» в его контракте. На посту режиссёра «Паранормального явления 2» его заменил Тод Уильямс. «Пила 3D» была выпущена 29 октября 2010 года.
Гротерт также публиковал художественную литературу в таких журналах, как Ambit и Magic Realism, и исполнял музыку для нескольких партитур, включая документальный фильм Пола Боулза «Things Gone и Things Still Here».
Он также снял фильм ужасов «Джезабель» (продюсер Джейсон Блум, компания Lionsgate), который был выпущен 7 ноября 2014 года.
Он также снял фильм ужасов «Видения» 2015 года, в котором снялись Исла Фишер, Энсон Маунт, Гиллиам Джейкобс, Джим Парсонс и Ева Лонгория, также для продюсера Джейсона Блума.
Гройтерт также завершил новый триллер под названием «Круги дьявола» с участием Стивена Дорффа, Джонатона Шека и Деборы Кары Ангер, который был выпущен в 2017 году. Он также вернулся во франшизу «Пила», приняв участие в монтаже фильма «Пила 8» 2017 года.
Из-за конфликта в расписании Кевин не вернётся во франшизу для фильма «Пила 9», выход которого запланирован на 20 мая 2021 года. Это первый раз, когда он не принимает никакого участия в съёмках фильма «Пила».

## Фильмография
Монтажёр
- Пила (2004)
- Пила 2 (2005)
- Пила 3 (2006)
- Жажда (2006)
- Путешествие до конца ночи (2006)
- Пила 4 (2007)
- Пила 5 (2008)
- Незнакомцы (2008)
- Сборник (2012)
- Пила 8 (2017)

Режиссёр
- Пила 6 (2009)
- Пила 7 (2010)
- Джезабель (2014), также монтажёр
- Видения (2015), также монтажёр
- Круги дьявола (2017), также монтажёр
- Пила X (2023)[2]

Продюсер
- Пила: Спираль (2020)